# Filipikos Bardanes
Filipikos Bardanes – cesarz bizantyjski w latach 711–713.
Filipikos był synem Nicefora, bizantyjskiego patrycjusza. Jego właściwe imię, Bardanes, wskazuje na jego ewentualnie ormiańskie pochodzenie.
Na Krym do Chersonezu został zesłany za panowania Tyberiusza III. Gdy Justynian II ponownie wstąpił na tron, mianował Bardanesa gubernatorem tej odległej prowincji. W 711 roku wysłał ekspedycję karną, która miała zburzyć Chersonez i zabić jego mieszkańców. Mieszkańcy miasta uprzedzeni na czas obwołali cesarzem swojego gubernatora Bardanesa. Ten zgodził się i wezwano na pomoc koczowniczych Chazarów, którzy w tym czasie zajęli Krym. Ekspedycja karna bojąc się gniewu Justyniana i wiedząc, że nie zdobędzie miasta, stanęła po stronie uzurpatora. Ten wraz z flotą udał się do Konstantynopola. Tam otworzono przed nim bramy. Mały następca tronu, syn Justyniana – Tyberiusz został zgładzony, choć schronił się w kościele i zawiesił na sobie najświętsze relikwie, obejmując ołtarz. Justynian tymczasem przebywał w Synopie. Chciał ruszyć na stolicę, ale został pobity w bitwie z Bardanesem. Oficer armii Bardanesa, Eliasz, obciął własnoręcznie Justynianowi głowę. Była to zemsta za zabicie dzieci Eliasza i uczynienie jego żony nałożnicą kucharza. Później obciętą głowę cesarza pokazywano we wszystkich dużych miastach cesarstwa.
Bardanes zostawszy cesarzem przyjął imię Filipikos. Był Ormianinem, więc tak jak jego rodacy sprzyjał monoteletyzmowi. Herezja ta została potępiona przez VI sobór powszechny w Konstantynopolu. Filipikos wydał edykt, w którym ogłosił monoteletyzm jedyną doktrynę religijną. Kazał też zdjąć obraz przedstawiający VI sobór i zerwać inskrypcję, którą umieszczono dla uczczenia soboru. W te miejsca kazał powiesić swoje portrety i patriarchy Sergiusza, dawnego sympatyka tej herezji. Stolicy Apostolskiej nie spodobało się postępowanie cesarza. Papież Konstantyn otrzymał od cesarza list, w którym Filipikos zawiadomiał o swoim wstąpieniu na tron i przesyłał monoteletyckie wyznanie wiary. W Rzymie zakazano bicia monet z wizerunkiem cesarza-heretyka, umieszczania w datacji aktów i wymieniania go w modlitwach. Papież kazał przyozdobić kościół św. Piotra obrazami przedstawiającymi sześć soborów powszechnych.
Tymczasem Arabowie wznowili swoje napady, a Bułgarzy stanęli pod Konstantynopolem. Ich chan Terweł wypowiedział cesarzowi wojnę pod pretekstem pomszczenia swojego sojusznika Justyniana II. Filipik postanowił wezwać na pomoc stolicy oddziały z temu Opsikion, lecz te się zbuntowały. Filipikos został w wyniku spisku obalony 3 czerwca 713 r. i oślepiony. Nowym cesarzem został Anastazjusz II.